# Ральф Браун
Ральф Браун (нім. Ralf Braun, 24 січня 1973) — німецький плавець.
Учасник Олімпійських Ігор 1996, 2000 років.
Призер Чемпіонату світу з водних видів спорту 1998 року.
Чемпіон Європи з водних видів спорту 1999 року, призер 1997 року.